# Juan de Jesús María
Juan de Jesús María (Camuñas, Toledo, 1620 - Argel, 23 de junio de 1672) fue religioso descalzo de la Orden de la Santísima Trinidad, en la que ocupó los oficios de ministro de varias casas, procurador general de la Reforma y Redentor de Cautivos. Es considerado mártir de la redención.

## Biografía
Hijo de Diego López de Cervantes y Paula de Cervantes Sardio y Orozco.  Tras realizar tres años de estudios en Alcalá de Henares y a pesar de que se preparaba para enrolarse en el ejército regular, decidió tomar el hábito trinitario y para ello fue a Zaragoza donde ingresó en el noviciado en 1642. Una vez concluido el noviciado fue destinado a la reciente fundación de Alcázar de San Juan y posteriormente a Baeza, para concluir sus estudios. Recién ordenado de presbítero fue de nuevo destinado a Alcázar de San Juan, ciudad natal de su madre y en cuyo monasterio de concepcionistas tenía Fr. Juan una hermana, Sor Teresa de Jesús María.
Fue ministro de las casas trinitarias descalzas de La Solana, Valdepeñas y Alcalá de Henares. Fue nombrado también procurador general de los Descalzos en Madrid y redentor provincial de la Provincia de la Inmaculada.

## Un rescate de cautivos que acaba en cautiverio
La primera redención realizada por Juan de Jesús María como Redentor era la undécima hecha por los Descalzos Trinitarios. Se realizó entre los años 1668 y 1669, y en ella participaron también los redentores Miguel de la Virgen, de la Provincia del Espíritu Santo; Diego de la Purificación, de la Provincia de la Transfiguración; y Juan de Jesús María, de la Provincia de la Inmaculada. Rescataron en Tetuán 130 cautivos. La licencia y pasaporte real fue concedido en Madrid el 20 de febrero de 1668, la misma fecha que tiene instrucción del Consejo. Salen de Madrid el 17 de marzo y llegan a Sevilla el Jueves Santo, 29 de marzo. El 26 de abril están en Gibraltar y embarcan hacia Ceuta el 13 de mayo, pero a mitad del Estrecho son obligados a regresar a causa del avistamiento de cuatro navíos turcos. Finalmente llegaron a Ceuta el 14 de mayo de 1668.
Desde Ceuta envían un mensajero a Tetuán solicitando salvoconducto y poniendo dos condiciones: que se enviaran a Ceuta algunos rehenes como garantía de fidelidad en los tratos, y que los cautivos rescatados se entregasen en Ceuta, donde se realizarían los pagos. El sultán Mulay Muhammad al-Rashid bin Sharif contestó que bastaba su palabra, y que los cautivos se pagarían en el mismo lugar en que se comprasen. Sin plena seguridad se dirigen el 7 de junio a Tetuán. El 14 de junio los redentores Diego de la Purificación y Juan de Jesús María, junto al hermano Juan de San Agustín y el escribano de la redención, prosiguen viaje a Fez, donde estaba la corte del sultán, y a donde llegaron el 19 de junio. El largo camino y lo duro del terreno obligó a dejar al hermano Juan de San Agustín en Fez, mientras los dos redentores iban al encuentro del sultán en Zavia, con el fin de darle la enhorabuena por su victoria. El 6 de julio estaban de regreso en Fez y el 14 comienzan viaje de vuelta a Tetuán, donde llegaron el 18, saliendo a recibirlos fr. Miguel de la Virgen. Cinco días más tarde comienza la redención, llegando a ajustar ciento veintitrés cautivos, y cuatro más que envió después el virrey de Fez, Muley Arrán, hermano del sultán).
El 15 de septiembre piden licencia al Gobernador para ir a buscar a Ceuta el dinero de la redención, siendo el hermano Juan de San Agustín el responsable de realizar el viaje. En ese intervalo de tiempo llega a Tetuán la noticia de que una niña musulmana de 8 o 9 años, cautiva en Gibraltar, se había bautizado. Esto motivó a que el Gobernador detuviera la redención hasta ver qué resolvía el sultán. Unos días después llega la noticia de que en la península han puesto en galeras a doce moros. Y así, cuando los redentores llevaban 32 días retenidos, el 27 de octubre reciben una carta del sultán Mulay Muhammad al-Rashid bin Sharif, notificándoles que embarga la redención mientras no dejen libres en España y lleguen sanos a Tetuán los moros puestos en galeras, juntamente con la niña cautiva, que según sus padres había sido bautizada a la fuerza. 
El 12 de diciembre Juan de Jesús María se desplaza a Ceuta para ver qué se podría hacer y el 18 recibe en Tetuán contestación de que la niña, al ser cristiana, no puede ir y en cuanto a los doce moros que el Gobernador de Ceuta comprobará que no tengan delitos graves y cuando la galera recale en su puerto los remitiría a Tetuán.
El sultán renunció al intento de recuperar a la niña mora bautizada y trató de concertarse con los redentores en un pago de 9.000 pesos. Fr. Juan de Jesús María, que se dirigía de Ceuta a Tetuán cayó en una emboscada de tres navíos corsarios de Argel, en la ensenada de Almuñécar, cerca del Castillejo, era el 19 de febrero de 1669, murieron muchos soldados y los corsarios se incautaron de toda la hacienda de la redención y otros bienes. A fr. Juan una bala le atravesó el hábito y fue llevado a Argel con otros heridos.
Los otros dos redentores, que estaban en Tetuán, y que el 13 de febrero recibieron licencia para ir a Ceuta no quisieron hacerlo sin los redimidos, pero al deber 6.227 pesos de 24 cautivos rescatados, no se lo pemitíaa el sultán. Finalmente, el 5 de marzo decidieron partir fr. Miguel de la Virgen y Fr. Juan de San Agustín con 106 cautivos; tres habían muerto en Tetuán, donde se quedó como rehén fr. Diego de la Purificación con los 17 cautivos por pagar y un sacerdote que era libre pero quiso quedarse para hacer compañía al heroico redentor. 
El 15 de marzo pasaron a Gibraltar 103 cautivos y llegaron a Málaga el 18, donde realizaron la procesión de cautivos hasta la catedral, presidida por el ministro de los Trinitarios Descalzos de Málaga, Fr. Pedro de San Miguel, y portando el estandarte de la redención D. Diego Leonardo de Argote, Gobernador de la ciudad. Mientras tanto, Fr. Diego de la Purificación rescató en Tetuán a otros tres cautivos, y a la llegada a la ciudad del hermano Juan con los 9.000 pesos que faltaban para liquidar la deuda, partió hacia Gibraltar, a donde llegó el 19 de julio de 1669, catorce meses después de comenzada la redención.
Fr. Juan de Jesús María, cautivo en Argel, fue vendido por 2.680 pesos, convirtiéndose en esclavo y trabajador. Su situación se alivió algo cuando los trinitarios calzados del Hospital de Argel y el vicario apostólico (Juan Levacher, misionero paúl) ofrecieron con su amo concertarse por lunas, esto es, dándole cada mes un tanto por ciento de su precio, para que viviera en el hospital. Según se afirma en el protocolo trinitario de Córdoba: fue un Tobías para sus concautivos, incansable en su consuelo, predicando y confesando y consolándolos en sus trabajos, confortándolos a todos para que tolerasen los ahogos de esclavos y permaneciesen puros y constantes en nuestra santa fe católica. Repartía con los pobres los socorros que se le enviaban para su alivio; y, lleno de merecimientos se fue a descansar y percibir la corona de ellos la víspera de la natividad del Bautista, su devotísimo abogado, del año de 1672, con universal desconsuelo de la multitud de cautivos cristianos y aun de moros, que todos le veneraban por santo. Era esto al tiempo que la religión estaba tratando con los reverendos padres nuestros de Portugal entregarles 5.500 pesos, que se entendía sería el valor de su rescate. Lo cual suspendió la triste nueva de su muerte".